# Kasseler Sport-Verein Hessen Kassel 1989-1990
Questa voce raccoglie le informazioni riguardanti il Kasseler Sport-Verein Hessen Kassel nelle competizioni ufficiali della stagione 1989-1990.

## Stagione
Nella stagione 1989-1990 l'Hessen Kassel, allenato da Franz Brungs e Lorenz-Günther Köstner, concluse il campionato di 2. Bundesliga al 17º posto.

## Rosa
| N. |                     | Ruolo | Calciatore              |
| -- | ------------------- | ----- | ----------------------- |
|    | Germania (bandiera) | P     | Thomas Kneuer           |
|    | Germania (bandiera) | P     | Hans Wulf               |
|    | Germania (bandiera) | D     | Holger Brück            |
|    | Germania (bandiera) | D     | Alexander Conrad        |
|    | Germania (bandiera) | D     | Günter Eymold           |
|    | Germania (bandiera) | D     | Hans-Jürgen Heidenreich |
|    | Germania (bandiera) | D     | Lüko Holthuis           |
|    | Germania (bandiera) | D     | Jörg Müller             |
|    | Germania (bandiera) | D     | Bodo Schmidt            |
|    | Germania (bandiera) | D     | Sascha Strunk           |
|    | Germania (bandiera) | C     | Michael Drube           |
|    | Germania (bandiera) | C     | Lars Findler            |
|    | Germania (bandiera) | C     | Thomas Freudenstein     |
|    | Germania (bandiera) | C     | Dieter Hecking          |
|    | Germania (bandiera) | C     | Frank Höhle             |

| N. |                      | Ruolo | Calciatore          |
| -- | -------------------- | ----- | ------------------- |
|    | Germania (bandiera)  | C     | Peter Mohr          |
|    | Germania (bandiera)  | C     | Dietmar Rompel      |
|    | Germania (bandiera)  | C     | Claus Schäfer       |
|    | Germania (bandiera)  | C     | Thomas Schmidt      |
|    | Germania (bandiera)  | C     | Kai-Uwe Schnell     |
|    | Germania (bandiera)  | A     | Rainer Jäger        |
|    | Germania (bandiera)  | A     | Ralph Kistner       |
|    | Grecia (bandiera)    | A     | Paul Koutsoliakos   |
|    | Germania (bandiera)  | A     | Carsten Lakies      |
|    | Germania (bandiera)  | A     | Hans-Georg Marhenke |
|    | Finlandia (bandiera) | A     | Tommi-Björn Paavola |
|    | Germania (bandiera)  | A     | Bernhard Raab       |
|    | Germania (bandiera)  | A     | Gernot Ruof         |
|    | Germania (bandiera)  | A     | Dirk Schmelting     |

## Organigramma societario
Area tecnica
- Allenatore: Lorenz-Günther Köstner
- Allenatore in seconda:
- Preparatore dei portieri:
- Preparatori atletici:

## Calciomercato

### Sessione estiva
| Acquisti | Acquisti                | Acquisti              | Acquisti |
| R.       | Nome                    | da                    | Modalità |
| -------- | ----------------------- | --------------------- | -------- |
| A        | Bernhard Raab           | Karlsruhe             |          |
| A        | Tommi-Björn Paavola     | Haka                  |          |
| D        | Alexander Conrad        | Eintracht Francoforte |          |
| C        | Thomas Freudenstein     | Hertha Berlino        |          |
| D        | Hans-Jürgen Heidenreich | Norimberga            |          |
| A        | Paul Koutsoliakos       | Olympiacos            |          |
| C        | Dietmar Rompel          | Eintracht Francoforte |          |
| A        | Gernot Ruof             | Saarbrücken           |          |
| C        | Claus Schäfer           | FSV Francoforte       |          |

| Cessioni | Cessioni         | Cessioni              | Cessioni |
| R.       | Nome             | a                     | Modalità |
| -------- | ---------------- | --------------------- | -------- |
| A        | Lothar Sippel    | Eintracht Francoforte |          |
| C        | Wolfgang Zientek | Borussia Fulda        |          |

### Sessione invernale
| Acquisti | Acquisti | Acquisti | Acquisti |
| R.       | Nome     | da       | Modalità |
| -------- | -------- | -------- | -------- |

| Cessioni | Cessioni | Cessioni | Cessioni |
| R.       | Nome     | a        | Modalità |
| -------- | -------- | -------- | -------- |

## Risultati

### 2. Bundesliga

#### Girone di andata
| Arbitro: | Osmers |

|           |           |          |
| Drube 44’ | Marcatori | 76’ Timm |

| Arbitro: | Kriegelstein |

|             |           |          |
| Dezelak 28’ | Marcatori | 60’ Ruof |

| Arbitro: | Domberg |

|                                |           |                                                    |
| Schäfer 21’ Hecking 52’ (rig.) | Marcatori | 15’, 74’ Majka 26’ Schweizer 81’ Janz 85’ Bernhard |

| Arbitro: | Assenmacher |

|  |           |                |
|  | Marcatori | 13’ Schmelting |

| Arbitro: | Strigel |

|             |           |                                                           |
| Holthuis 6’ | Marcatori | 32’ Neidhart 36’, 69’ Glöde 54’ Schulz 76’ (aut.) Schmidt |

| Arbitro: | Diekert |

|                                                  |           |             |
| Schneider 11’, 27’ Wolff 30’, 89’ von Aufseß 67’ | Marcatori | 41’ Hecking |

| Arbitro: | Mölm |

|  |           |            |
|  | Marcatori | 62’ Helmig |

| Arbitro: | Prengel |

|                                |           |  |
| Vollmer 64’ Schüler 90’ (rig.) | Marcatori |  |

| Arbitro: | Blüthgen |

|                    |           |                 |
| Mohr 17’ Drube 76’ | Marcatori | 44’ Buchheister |

| Arbitro: | Malbranc |

|                                             |           |                |
| Tönnies 26’ Struckmann 38’ Kober 68’ (rig.) | Marcatori | 11’ Schmelting |

| Arbitro: | Fux |

|                |           |                                               |
| Schmelting 62’ | Marcatori | 7’ Beyel 32’, 36’ Lipka 69’ Krella 75’ Zschau |

| Arbitro: | Matheis |

|                                                 |           |  |
| Pagelsdorf 44’ Geils 58’ Maâloul 80’ Heisig 80’ | Marcatori |  |

| Kassel 14 ottobre 1989, ore 15:00 CET 13ª giornata | Hessen Kassel | 0 – 0 referto | Saarbrücken | Auestadion (4 000 spett.)\| Arbitro: \| Richmann \| |
| Arbitro:                                           | Richmann      |               |             |                                                     |

| Arbitro: | Fröhlich |

|                            |           |  |
| Schacht 47’ Sendscheid 48’ | Marcatori |  |

| Arbitro: | Feistner |

|  |           |                                |
|  | Marcatori | 65’, 87’ Kontny 74’ Tschiskale |

| Arbitro: | Krug |

|  |           |           |
|  | Marcatori | 67’ Drube |

| Arbitro: | Weber |

|  |           |          |
|  | Marcatori | 20’ Raab |

| Arbitro: | Gochermann |

|                                   |           |                        |
| Paavola 27’ Findler 28’ Drube 76’ | Marcatori | 38’ Müller 72’ Niklaus |

| Arbitro: | Broska |

|                       |           |  |
| Greiser 17’ Klaus 45’ | Marcatori |  |

#### Girone di ritorno
| Arbitro: | Aust |

|  |           |                  |
|  | Marcatori | 87’ Freudenstein |

| Kassel 2 dicembre 1989, ore 15:00 CET 21ª giornata | Hessen Kassel | 0 – 0 referto | Preußen Münster | Auestadion (3 500 spett.)\| Arbitro: \| Gangkofer \| |
| Arbitro:                                           | Gangkofer     |               |                 |                                                      |

| Arbitro: | Richmann |

|  |           |             |
|  | Marcatori | 33’ Paavola |

| Kassel 16 dicembre 1989, ore 15:00 CET 23ª giornata | Hessen Kassel | 0 – 0 referto | Darmstadt | Auestadion (3 000 spett.)\| Arbitro: \| Löwer \| |
| Arbitro:                                            | Löwer         |               |           |                                                  |

| Arbitro: | Holst |

|                                        |           |  |
| Helmer 57’, 69’ Neidhart 58’ Voigt 85’ | Marcatori |  |

| Arbitro: | Gochermann |

|                            |           |  |
| Schmidt 48’ Schmelting 81’ | Marcatori |  |

| Arbitro: | Harder |

|          |           |  |
| Serr 41’ | Marcatori |  |

| Arbitro: | Barnick |

|  |           |                                                               |
|  | Marcatori | 18’, 35’ Vollmer 28’, 50’, 76’ (rig.) Schüler 68’ Grillemeier |

| Arbitro: | Malbranc |

|  |           |                                             |
|  | Marcatori | 53’, 75’ Schmelting 58’, 63’ (rig.) Hecking |

| Arbitro: | Kraus |

|                  |           |            |
| Hecking 34’, 44’ | Marcatori | 52’ Thiele |

| Arbitro: | Krug |

|                              |           |                     |
| Lipka 47’ Brunner 74’ (rig.) | Marcatori | 50’, 90’ Schmelting |

| Arbitro: | Blüthgen |

|  |           |            |
|  | Marcatori | 36’ Heisig |

| Arbitro: | Führer |

|                                      |           |          |
| Hönerbach 25’ Yeboah 72’ Nushöhr 83’ | Marcatori | 34’ Raab |

| Arbitro: | Correll |

|                      |           |  |
| Raab 45’ Paavola 67’ | Marcatori |  |

| Arbitro: | Prengel |

|                 |           |  |
| Banach 68’, 85’ | Marcatori |  |

| Arbitro: | Albrecht |

|          |           |           |
| Raab 45’ | Marcatori | 69’ Menke |

| Arbitro: | Domberg |

|             |           |  |
| Hecking 45’ | Marcatori |  |

| Arbitro: | Aust |

|             |           |  |
| Niklaus 10’ | Marcatori |  |

| Arbitro: | Löwer |

|                         |           |  |
| Hecking 28’ (rig.), 68’ | Marcatori |  |

## Statistiche

### Statistiche di squadra
| Competizione  | Punti | In casa | In casa | In casa | In casa | In casa | In casa | In trasferta | In trasferta | In trasferta | In trasferta | In trasferta | In trasferta | Totale | Totale | Totale | Totale | Totale | Totale | DR  |
| Competizione  | Punti | G       | V       | N       | P       | Gf      | Gs      | G            | V            | N            | P            | Gf           | Gs           | G      | V      | N      | P      | Gf     | Gs     | DR  |
| ------------- | ----- | ------- | ------- | ------- | ------- | ------- | ------- | ------------ | ------------ | ------------ | ------------ | ------------ | ------------ | ------ | ------ | ------ | ------ | ------ | ------ | --- |
| 2. Bundesliga | 33    | 19      | 7       | 5       | 7       | 20      | 32      | 19           | 6            | 2            | 11           | 15           | 32           | 38     | 13     | 7      | 18     | 35     | 64     | -29 |
| Totale        | 33    | 19      | 7       | 5       | 7       | 20      | 32      | 19           | 6            | 2            | 11           | 15           | 32           | 38     | 13     | 7      | 18     | 35     | 64     | -29 |

### Andamento in campionato
| Giornata  | 1 | 2  | 3  | 4  | 5  | 6  | 7  | 8  | 9  | 10 | 11 | 12 | 13 | 14 | 15 | 16 | 17 | 18 | 19 | 20 | 21 | 22 | 23 | 24 | 25 | 26 | 27 | 28 | 29 | 30 | 31 | 32 | 33 | 34 | 35 | 36 | 37 | 38 |
| --------- | - | -- | -- | -- | -- | -- | -- | -- | -- | -- | -- | -- | -- | -- | -- | -- | -- | -- | -- | -- | -- | -- | -- | -- | -- | -- | -- | -- | -- | -- | -- | -- | -- | -- | -- | -- | -- | -- |
| Luogo     | C | T  | C  | T  | C  | T  | C  | T  | C  | T  | C  | T  | C  | T  | C  | T  | T  | C  | T  | T  | C  | T  | C  | T  | C  | T  | C  | T  | C  | T  | C  | T  | C  | T  | C  | C  | T  | C  |
| Risultato | N | N  | P  | V  | P  | P  | P  | P  | V  | P  | P  | P  | N  | P  | P  | V  | V  | V  | P  | V  | N  | V  | N  | P  | V  | P  | P  | V  | V  | N  | P  | P  | V  | P  | N  | V  | P  | V  |
| Posizione | 8 | 12 | 17 | 10 | 12 | 16 | 19 | 19 | 19 | 19 | 19 | 20 | 20 | 20 | 20 | 20 | 20 | 20 | 20 | 19 | 18 | 16 | 17 | 18 | 17 | 17 | 18 | 16 | 16 | 15 | 16 | 17 | 17 | 18 | 16 | 16 | 17 | 17 |

Legenda:

Luogo: C = Casa; T = Trasferta. Risultato: V = Vittoria; N = Pareggio; P = Sconfitta.

### Statistiche dei giocatori
| H. Brück        | 5  | 0 | 1 | 0 |
| A. Conrad       | 1  | 0 | 0 | 0 |
| M. Drube        | 31 | 4 | 8 | 0 |
| G. Eymold       | 14 | 0 | 2 | 1 |
| L. Findler      | 10 | 1 | 0 | 0 |
| T. Freudenstein | 16 | 1 | 7 | 0 |
| D. Hecking      | 36 | 9 | 5 | 0 |
| H. Heidenreich  | 26 | 0 | 3 | 0 |
| L. Holthuis     | 12 | 1 | 2 | 0 |
| F. Höhle        | 0  | 0 | 0 | 0 |
| R. Jäger        | 2  | 0 | 0 | 0 |
| R. Kistner      | 2  | 0 | 0 | 0 |
| T. Kneuer       | 35 | 0 | 0 | 0 |
| P. Koutsoliakos | 18 | 0 | 1 | 0 |
| C. Lakies       | 2  | 0 | 0 | 0 |
| H. Marhenke     | 4  | 0 | 0 | 0 |
| P. Mohr         | 12 | 1 | 4 | 0 |
| J. Müller       | 12 | 0 | 5 | 1 |
| T. Paavola      | 22 | 3 | 1 | 0 |
| B. Raab         | 22 | 4 | 1 | 0 |
| D. Rompel       | 18 | 0 | 4 | 0 |
| G. Ruof         | 27 | 1 | 2 | 0 |
| D. Schmelting   | 32 | 8 | 1 | 0 |
| B. Schmidt      | 30 | 0 | 5 | 0 |
| T. Schmidt      | 33 | 1 | 4 | 1 |
| K. Schnell      | 34 | 0 | 5 | 0 |
| C. Schäfer      | 21 | 1 | 3 | 0 |
| S. Strunk       | 2  | 0 | 0 | 0 |
| H. Wulf         | 3  | 0 | 0 | 0 |